# Abborrtjärnen (Attmars socken, Medelpad, 689855-156706)
Abborrtjärnen är en sjö i Sundsvalls kommun i Medelpad som ingår i Ljungans huvudavrinningsområde.